# Bristol Type 84 Bloodhound
El Bristol Bloodhound fue un avión de reconocimiento/caza biplaza británico diseñado y construido por la Bristol Aeroplane Company como posible reemplazo del Bristol F.2 Fighter para la Real Fuerza Aérea. No tuvo éxito y sólo se construyeron cuatro prototipos.

## Diseño y desarrollo
Tras el fracaso de la versión biplaza del Bristol Bullfinch, quedó la necesidad de un avión para la Real Fuerza Aérea que sustituyera al Bristol F.2 Fighter. Por ello, en 1922, el Ministerio del Aire emitió la Especificación 3/22 por un caza biplaza propulsado por un motor sobrealimentado. El diseñador jefe de Bristol, Wilfred Reid (que había reemplazado a Frank Barnwell cuando este emigró a Australia), diseñó el Type 84 Bloodhound para cubrir este requisito, y Bristol decidió construir un prototipo con financiación privada.
El Bloodhound era un biplano biplaza con alas aflechadas de dos vanos, propulsado por un motor radial Bristol Jupiter IV. Su primer vuelo tuvo lugar a finales de mayo de 1923. Fue rediseñado con un fuselaje alargado y alas revisadas cuando Frank Barnwell regresó de Australia para retomar su papel como diseñador jefe. El Ministerio del Aire realizó un encargo de tres Bloodhound con una especificación revisada (la 22/22), de los que uno era de construcción totalmente metálica y los otros dos estaban equipados con alas de madera, volando el primero de ellos el 4 de febrero de 1925. Tras la evaluación realizada por el Establecimiento Experimental de Aeroplanos y Armamento en RAF Martlesham Heath y Farnborough, quedó claro que el Bloodhound no era adecuado para sustituir al F.2. Los otros aviones evaluados en relación con la especificación para reemplazar al F.2 en el papel de reconocimiento, el Hawker Duiker, el Armstrong Whitworth Wolf y el De Havilland DH.42 Dormouse, también resultaron deficientes.
El primer prototipo fue equipado con un nuevo motor Jupiter V y recibió un certificado de aeronavegabilidad civil antes de volar en la carrera aérea de la Copa del Rey de 1925. Luego fue equipado con un motor Jupiter VI y depósitos de combustible de largo alcance como banco de pruebas de motores, demostrando la fiabilidad del Jupiter para Imperial Airways antes de ser finalmente desguazado en 1931.

## Operadores
Reino Unido
- Bristol Aeroplane Company
- Real Fuerza Aérea

## Especificaciones (Bloodhound)
Referencia datos: The British Fighter since 1912 

### Características generales
- Tripulación: Dos (piloto y observador)
- Longitud: 8,1 m (26,5 ft)
- Envergadura: 12,2 m (40,2 ft)
- Altura: 3,3 m (10,7 ft)
- Superficie alar: 45,9 m² (494,1 ft²)
- Peso vacío: 1141 kg (2514,8 lb)
- Peso cargado: 1921 kg (4233,9 lb)
- Planta motriz: 1× motor radial de 9 cilindros refrigerado por aire Bristol Jupiter IV.
  - Potencia: 317 kW (437 HP; 431 CV)
- Hélices: Bipala de paso fijo

### Rendimiento
- Velocidad máxima operativa (Vno): 210 km/h (130 MPH; 113 kt)
- Alcance: 3 h
- Techo de vuelo: 6700 m (21 982 ft)
- Carga alar: 41,8 kg/m² (8,6 lb/ft²)
- Potencia/peso: 0,16 kW/kg (0,10 hp/lb)

### Armamento
- Ametralladoras: 

  - 1x Vickers de 7,7 mm frontal fija
  - 1x Lewis de 7,7 mm flexible sobre anillo Scarff en cabina trasera
- Bombas: 

  - 4 de 9 kg

## Aeronaves relacionadas

### Secuencias de designación
- Secuencia Numérica (interna de Bristol): ← 79 - 81 - 83 - 84 - 86 - 88 - 89 →